# Mesusa

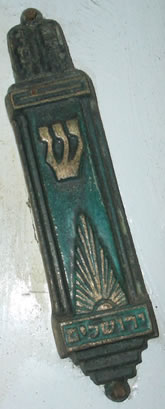
Mesusa-Behälter, beschriftet mit "ש" für שדי (Shaddai) sowie ירושלים

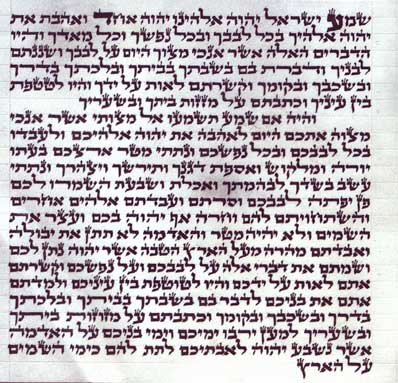
Text der Mesusa,

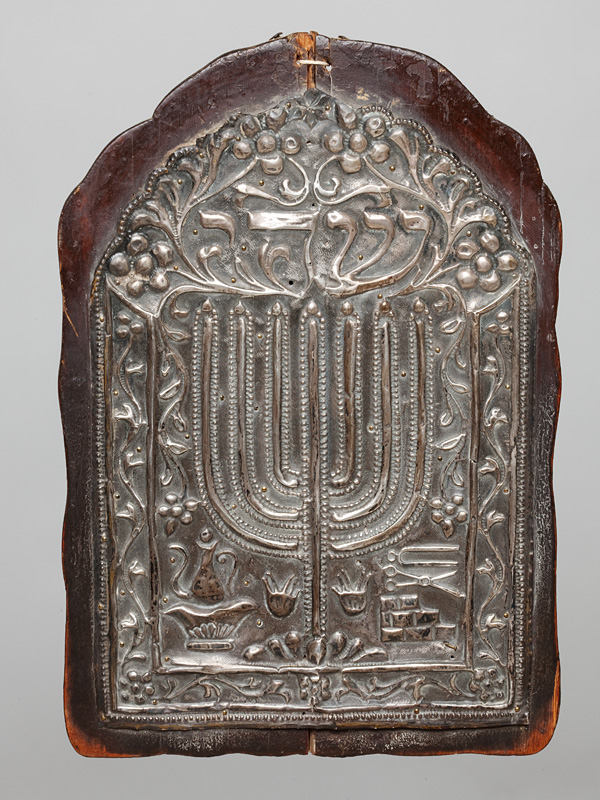
Mesusa-Behälter mit Menora, Jüdisches Museum der Schweiz

Mesusa (hebräisch מזוזה, auch Mezuzah oder Mesusah, Plural Mesusot) bedeutet „Türpfosten“ und bezeichnet eine Schriftkapsel am Türpfosten, die im Judentum Bedeutung hat und Verwendung findet, sowie auch das darin enthaltene beschriftete Pergament. Die Mesusa wird auch als Schma bezeichnet und geht auf mehrere Abschnitte in der Tora zurück:

„Du sollst [diese Worte] auf die Türpfosten deines Hauses und deiner Stadttore schreiben.“

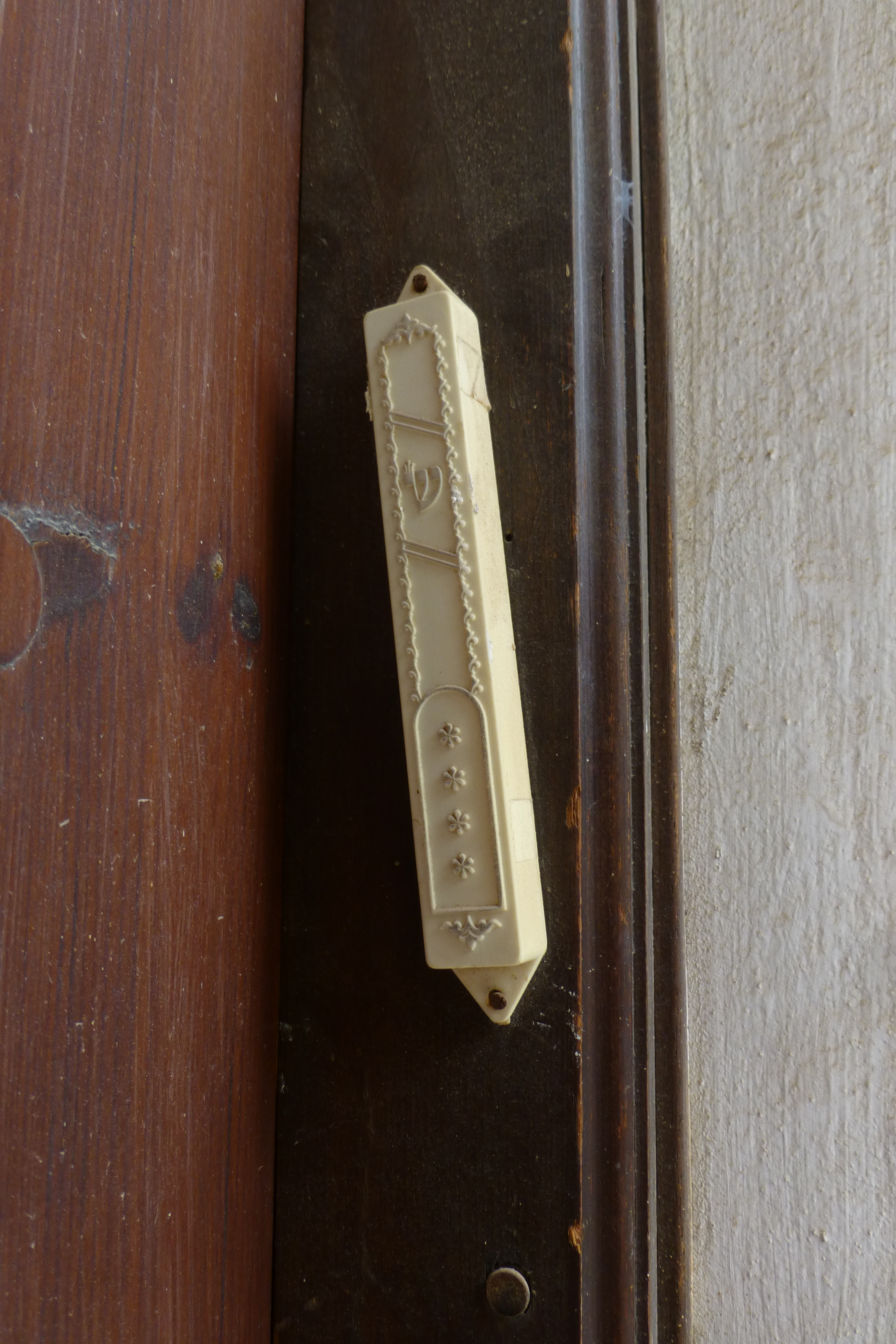
Mesusa am Türpfosten angebracht.

## Brauchtum
In einem traditionellen jüdischen Haushalt befindet sich an jedem Türrahmen eine Mesusa (außer am Badezimmer bzw. der Toilette oder an Kellertüren und Abstellräumen). Die an den Türrahmen angebrachten Mesusot erlauben die Einnahme von Mahlzeiten in diesen Räumen. Zudem bedürfen alle Räume einer Mesusa, in denen geschlafen wird. An Autos, Schiffen und Zelten sowie an einer Laubhütte müssen hingegen keine Mesusot angebracht werden, selbst dann nicht, wenn darin gegessen und geschlafen wird. Führt eine Tür nicht direkt in einen Wohnraum, beispielsweise die Haustür eines Mehrfamilienhauses, ist eigentlich ebenfalls keine Mesusa notwendig, jedoch befinden sich Mesusot häufig auch dort, sowie am Eingang zu Synagogen. Es ist Brauch, bei einem Wohnungswechsel die Mesusot nicht zu entfernen, wenn die Käufer oder Nachmieter jüdisch sind oder sich von deren Entfernung gekränkt fühlen könnten. Hingegen müssen alle Mesusot abgenommen werden, wenn zu befürchten ist, dass sie durch die Nachfolger entweiht werden könnten, wozu auch ihre Entsorgung in den Haushaltabfällen gehören würde, da dem Pergament, wie dem Sefer Torah, eine rituelle Beisetzung zukommt. Jüdische Organisationen wie Chabad bieten einen Mesusa-Dienst für die rasche Anbringung der Mesusot in neu bezogenen Wohnräumen. Beim Befestigen der Mesusa wird ein eigens dafür vorgesehenes Gebet gesprochen.

## Anbringen der Mesusa
Die Mesusa wird in Armreichweite im oberen Drittel des (von außen gesehen) rechten Türpfostens geneigt angebracht, und zwar so, dass das obere Ende zum Raum zeigt. Dies entstand aus einer Diskussion unter den jüdischen Gelehrten, ob die Mesusa senkrecht (Meinung von Raschi) oder waagerecht (Meinung von Rabbenu Tam) anzubringen sei; als Kompromisslösung einigte man sich auf die geneigte Stellung.
Einer anderen Erklärung zufolge hängt die Mesusa schräg, um damit auszudrücken, dass nur Gott die Dinge ganz richtig (gerade) machen kann, nicht aber die Menschen, deren Handlungen immer unvollständig (schief) bleiben. Außerdem gibt es die Vorstellung, die Mesusa ahme durch die Richtung des oberen Endes zum Raum hin die Neigung des Oberkörpers beim Eintreten in den Raum nach.
Manche gläubige Juden küssen die Mesusa beim Betreten eines Raumes, indem sie die Fingerspitzen der rechten Hand an die Mesusa und dann zum Mund führen.
Aus der Mitzwa der Mesusa haben sich auch säkulare Traditionen herausgebildet. Beispielsweise ist es üblich, dass die Anbringung der Mesusot mit einem Wohnungseinweihungsfest verbunden wird. Besonders schön gestaltete Mesusot sind dabei auch beliebte Geschenke. Zudem gibt es heute auch als Schmuck tragbare Mesusot jeder Art.

## Inhalt
Die entsprechenden zwei Abschnitte aus dem Schma werden von einem eigens dazu ausgebildeten Schreiber (Sofer) mit einem nichtmetallischen Schreibgerät (Federkiel) auf ein Pergament (Klaf) geschrieben, auf der Rückseite das Wort Schaddaj (hebräisch שדי, die Buchstabenfolge schin-dalet-jud steht für schomer daltot Jisrael „Hüter der Pforten Israels“), und aufgerollt in einen kleinen Behälter am Türpfosten angebracht. Die zum Schreiben verwendete Tinte wird meist vom Sofer selbst aus Gallapfel, Kupfer- oder Eisensulfat und Gummi arabicum hergestellt. Der Behälter kann aus Metall, Keramik, Holz, Glas, Stein oder Kunststoff hergestellt sein. Viele Mesusot sind mit dem hebräischen Buchstaben ש (Schin) beschriftet. Dieses steht ebenfalls für Schaddaj. Das Klaf wird regelmäßig kontrolliert und bei Beschädigung oder Verfärbung ausgetauscht.
Heute selten ist der mittelalterliche Gebrauch der drei Kryptogramme kosu bemuchsas kosu (kein Hebräisch) unter der Aufschrift Schaddaj. Sie stehen für Hebräisch Adonai elohenu Adonai „Der Ewige unser Gott ist der Herr“. Diese mystische Praxis wurde von Kabbalisten als Träger einer geheimen magischen Bedeutung verstanden. Jüdische Gelehrte wie Maimonides lehnten solche Hinzufügungen auf dem Pergament ab.